# فتح‌آباد (مدوارات)
فتح‌آباد، روستایی از توابع بخش مرکزی شهرستان شهربابک در استان کرمان است.

## جمعیت
این روستا در دهستان مدوارات قرار دارد و براساس سرشماری مرکز آمار ایران در سال ۱۳۹۵، جمعیت آن ۱۱۱ نفر (۳۵ خانوار) بوده‌است.